# Сцена с глобусом
Сцена с глобусом (англ. The Globe Scene) — сцена из фильма «Великий диктатор», снятого режиссёром Чарли Чаплиным в 1939—1940 годах и вышедшего на экраны в 1940 году. В сатирическом фильме Чаплин снялся в двух ролях: парикмахера (отсылка к Бродяге) и диктатора Аденоида Хинкеля, в котором безошибочно угадывается правитель Третьего рейха Адольф Гитлер. В сцене мечтающий о мировом господстве Хинкель танцует и жонглирует воздушным шаром в виде глобуса, пока тот не лопается.  

## Описание
В канцелярии во дворце Аденоида Хинкеля министр Гарбич (объект пародии — Йозеф Геббельс) рисует перед правителем Томании (нацистская Германия) картину захвата мира, уничтожения евреев и создания «чистой» арийской нации, состоящей только из блондинов, во главе с единственным брюнетом — Хинкелем. Согласно этим планам, сначала надо захватить Остерлих (Австрия), а через два года и весь мир. Размечтавшийся Хинкель приказывает министру удалиться, так как ему хочется побыть одному. После этого он подходит к глобусу и словно гипнотизирует его взглядом. Он начинает его ласкать, вынимает из подставки, вертит на пальце, подбрасывает различными частями тела (руки, ноги, голова, зад), вскарабкивается на стол. Он ловит «земной шар» обеими руками, но тот неожиданно лопается. Обескураженный Хинкель сначала испытывает испуг, затем ничего не понимающим взглядом смотрит на остатки шара и, рыдая, падает лицом на стол.  

## Создание и приём
Первые наброски сцены датируются 15 февраля 1939 года. В рабочих материалах сохранилась запись: «СЦЕНА С КАРТОЙ: кроит ножницами карту, как ему захочется, отрезая кусочки от стран». Постепенно замысел был расширен. В декабре 1939 года появляется новая версия: «Танцевальный номер», который состоял из десяти частей. Завершаться он должен был следующим образом: «Грубо хватает его (разозлился). Демонически смеётся. Глобус лопается. Хинкель с безнадёжным видом поднимает лоскутки и разражается рыданиями». В сценарии танец с глобусом занимает четыре страницы. Начиналась сцена в нём таким образом: «Хинкель подходит к глобусу и в трансе ласкает его. Мягкая мелодия из „Пер Гюнта“ заполняет зал. Хинкель поднимает глобус, подбрасывает его левой рукой; он парит, как воздушный шар, и опять падает ему в руки. Хинкель подбрасывает его ударом правой руки, ловит. Он властвует над миром — и пинком отбрасывает глобус прочь. Замечает своё отражение в зеркале — изображает Всевышнего! Манит пальцем — и мир плывет ему в руки. Опять сильно подбрасывает его вверх правой рукой. Сам прыгает (с трамплина), ловит глобус и приземляется с ним…»
Съёмки сцены шли три дня: с 21 по 23 декабря 1939 года. 6 января 1940 года Чаплин кое-что переснял. В начале февраля был проведён многократный просмотр отснятого материала. 6 и 15 февраля сцена была частично переснята. В ходе съёмок внесены изменения по сравнению со сценарием. Вместо музыки из сюиты «Пер Гюнт» Эдварда Грига была использована прелюдия к опере «Лоэнгрин» Рихарда Вагнера, одного из наиболее почитаемых в нацистской Германии композиторов. Был убран эпизод с зонтиком, от которого согласно сценарию лопался шарик-глобус. После выхода фильма Картер Де Хейвен, сыгравший в нём роль посла Бактерии (Италия Бенито Муссолини), обвинил Чаплина в плагиате, заявив, что является автором идеи сцены. Позже было установлено, что прообраз танца появился ещё в начале 1920-х годов. Режиссёры Кевин Браунлоу и Дэвид Гилл при подготовке телесериала «Неизвестный Чаплин» (1983) нашли любительские кадры, снятые на вечеринке в Пикфэре. На плёнке Чаплин в античном греческом одеянии, с лавровым венком на голове, танцует с воздушным шаром. По мнению писателя Дэвида Робинсона, отсылка к этому развлекательному танцу содержится в сценарии «Великого диктатора»: «Откидывается спиной на стол, принимает позу греческой статуи».
По оценке французского историка кино Жоржа Садуля, «известнейшая» сцена представляет собой «фантастический балет», где Хинкель играется с земным шаром словно с мячиком. По своему мастерству она находится на одном уровне с другими прославленными сценами Чаплина, в том числе с «танцем булочек» из «Золотой лихорадки» (1925). Советский киновед Александр Кукаркин, сравнивал танец Хинкеля с проповедью о Давиде и Голиафе в «Пилигриме» (1923), с «танцем булочек» из «Золотой лихорадки» и песней в «Новых временах» (1936): «Все эти сцены созданы для экрана, и только для него — никакой рассказ на бумаге не в состоянии дать даже отдалённое представление о мастерстве их исполнения». Английский писатель Питер Акройд указывал на недостатки фильма, к числу которых отнёс то, что в целом эстетика Чаплина не соответствовала звуковому кино, в частности, словесные шутки получились «плоские». При этом визуальный юмор Чаплина остался на высоте. Самые известные сцены фильма получились без слов: танец с глобусом, стрижка под музыку «Венгерского танца № 5» Иоганнеса Брамса. «Оба эпизода — свидетельство кинематографического гения Чаплина, который пробивается через фальшивое и несколько сентиментальное возвращение к гротеску».